# Ophidion holbrookii
Ophidion holbrookii är en fiskart som beskrevs av Frederic Ward Putnam 1874.
Ophidion holbrookii ingår i släktet Ophidion och familjen Ophidiidae. Inga underarter finns listade i Catalogue of Life.